# Jardim Amazonas
Jardim Amazonas é um bairro não-oficial de Manaus, pertencente à Zona Centro-Sul. Está situado dentro do bairro Parque 10 de Novembro.

## Dados do bairro
- População: 819 moradores